# Onthophagus compressus
Onthophagus compressus là một loài bọ cánh cứng trong họ Bọ hung (Scarabaeidae).